# Dasybela achroa
Dasybela achroa är en fjärilsart som beskrevs av Oswald Beltram Lower 1902. Dasybela achroa ingår i släktet Dasybela och familjen mätare. Inga underarter finns listade i Catalogue of Life.